# IC 307
IC 307 ist eine Balken-Spiralgalaxie mit aktivem Galaxienkern vom Hubble-Typ SBa im Sternbild Walfisch südlich der Ekliptik. Sie ist schätzungsweise 347 Millionen Lichtjahre von der Milchstraße entfernt und hat einen Durchmesser von etwa 180.000 Lichtjahren.
Die Typ-IIb-Supernova SN 2005em wurde hier beobachtet.
Das Objekt wurde am 14. Dezember 1891 vom französischen Astronomen Stéphane Javelle entdeckt.